# Garcigrande
Garcigrande est une ganadería espagnole de toros de lidia située sur la  Ruta del toro entre Peñaranda de Bracamonte et Piedrahíta en  direction de Alba de Tormes. 

## Historique
Elle a été formée en 1929 par Gabriel González Fernández avec une partie de l'élevage des frères Arribas. Il a ensuite partagé sa ganadería entre ses filles et ses fils. L'élevage est passé dans plusieurs mains avant d'aboutir chez Domingo Hernández, enrichi précédemment par deux étalons de caste Santa Coloma. Hernández  met sa femme à  la direction de la ganadería et enrichit encore le troupeau avec un lot de vaches et d'étalons Juan Pedro Domecq-Solis.
Garcigrande est le second hierro de Domingo Hernández, le premier étant celui qui porte son nom : Domingo Hernández. Garcigrande est l'un des élevages favoris des figuras bien qu'il ait fait ses premières armes dans des arènes de troisième catégorie. Récemment découvert en France, en particulier lors du triomphe du novillero Sébastien Castella à Riscle en 1999, il était déjà souvent sélectionné dans les arènes de première catégorie en Espagne : Joselito et José Tomás ont connu de grands succès avec ces taureaux. 
À partir des années 2000, Garcigrande est présent dans de nombreuses arènes de première catégorie, notamment à Las Ventas où Eugenio De Mora a triomphé en 2001 lors de la Feria de San Isidro face à ces taureaux, tout comme Leandro Marcos qui a connu un grand succès lors de sa corrida d'alternative en 2004.
La devise de l'élevage est blanc et rouge, l'origine Juan Pedro Domecq, son ancienneté à Madrid remonte au 29 juin 1996. L'élevage s'étend sur trois propriétés différentes dans la région de Salamanque : Alaraz, Juarros, et Chagarcía Medianero.

## Taureaux célèbres
Le taureau « Lanero » a été gracié à Nîmes par Javier Conde le 29 mai 2009, et le taureau « Pasion » à Arles en 2011.
Il arrive aussi que la dépouille des Garcigrande soient honorée d'un tour de piste.
Le 16 mars 2013 les taureaux de Garcigrande ont assuré la corrida des figuras lors de la feria des Fallas de Valence face  aux matadors Sébastien Castella, Alejandro Talavante et Manzanares.